# Чешская государственная премия по литературе
Чешская государственная премия по литературе(чеш. Státní cena za literaturu) — чешская литературная премия, присуждаемая Министерством Культуры Чешской Республики за оригинальное литературное произведение на чешском языке опубликованное в текущем или предыдущем году. Материальное содержание премии составляет 300 000 чешских крон.Награждение походит ежегодно 28 октября вместе с вручением премии за переводческую деятельность.

## Лауреаты
- 1995 — Иван Дивиш
- 1996 — Эмиль Юлиш[2]
- 1997 — Милан Янкович
- 1998 — Владимир Мацура[3]
- 1999 — Йозеф Шкворецкий[4]
- 2000 — Карел Шиктанц[5]
- 2001 — Верослав Мертл[6]
- 2002 — Квета Легатова[7]
- 2003 — Петр Кабеш[8]
- 2004 — Павел Брич[9]
- 2005 — Эдгар Дутка[10]
- 2006 — Владимир Кёрнер[11]
- 2007 — Милан Кундера[12]
- 2008 — Людвик Вацулик[13]
- 2009 — Зденек Ротрекл[14]
- 2010 — Антонин Баяя[15]
- 2011 — Даниэла Годрова[16]
- 2012 — Иван Верниш[17]
- 2013 — Петр Грушка[18]
- 2014 — Патрик Оуржедник[19]
- 2015 — Павел Шрут[20]
- 2016 — Петр Крал[21]
- 2017 — Яхим Топол[22]
- 2018 — не вручалась (победитель Иржи Гайичек отказался от награды по политическим мотивам)[23]
- 2019 — Кароль Сидон
- 2020 — Михал Айваз